# 成瀬智
成瀬 智（なるせ さとし、1963年 - ）は、山梨県北杜市出身の高校野球指導者。世田谷学園高等学校の硬式野球部監督、政治・経済・公民科教諭。東京都世田谷区在住。

## 来歴・人物
山梨県の韮崎工業高校から駒澤大学に進学。大学在学中から世田谷学園高校の硬式野球部の指導に関わる。その後、コーチとして1992年の明治神宮大会優勝、翌1993年の第65回選抜高等学校野球大会での3回戦進出に貢献した。
2006年からは世田谷学園高等学校硬式野球部の監督を務めている。
監督としての最高成績は、春季東京大会ベスト8（2008年）、選手権東東京大会ベスト8（2008年）、選手権西東京大会ベスト4（2021年）、秋季東京大会ベスト8以上（2022年）。